# ایانله سلیمان
ایانله سلیمان (انگلیسی: Ayanleh Souleiman؛ زادهٔ ۳ دسامبر ۱۹۹۲) یک دونده دو نیمه‌استقامت اهل جیبوتی است. از افتخارات وی می‌توان به کسب مدال برنز دو ۸۰۰ متر در ۲۰۱۳ مسکو اشاره کرد.